# Love Streams
Love Streams es una película dramática estadounidense de 1984 dirigida por John Cassavetes, en la que sería su última película independiente y su penúltimo proyecto de su filmografía. La película cuenta la historia de dos hermanastros (Cassavetes y Gena Rowlands) que se encuentran confiando el uno en el otro después de ser abandonados por sus seres queridos.
El film ganó el Oso de oro en el Festival Internacional de Cine de Berlín.

## Argumento
A punto del divorcio y desesperada, Sarah Lawson recibe la visita de su hermano, Robert Harmon, escritor vividor y alcohólico que tiene una relación con Susan, una cantante. A Robert le imponen la custodia de su hijo de ocho años, que nunca había visto antes. El niño quedará aterrorizado por el universo hedonista y decadente de su padre pero atraído por su amor.
Aparte de su hijo, Robert, individualista, se tiene que ocupar ahora de su hermana, su «mejor amiga». Sarah Lawson, a semejanza de Mabel Longhetti, el personaje de Una mujer bajo la influencia igualmente interpretado por Gena Rowlands, es una mujer depresiva borderline que suele estar en el hospital. Su marido Jack, también enfermo, desea en principio divorciarse y ver solo a su hija los fines de semana, pero esta última preferirá finalmente vivir con su padre. Refugiada en casa de su hermano, Sarah intenta con un cierto éxito frenar la autodestrucción nihilista de Robert envolviéndolo de animales y viviendo un intenso amor fraternal.
Los personajes se interrogan a lo largo de la película sobre la existencia de un «flux» (stream) incontrolable representando el amor, enlazando las personas unas a otras y pudiendo variar de intensidad.

## Reparto
- Gena Rowlands: Sarah Lawson
- John Cassavetes: Robert Harmon
- Diahnne Abbott: Susan
- Seymour Cassel: Jack Lawson
- Margaret Abbott: Margarita
- Jakob Shaw: Albie Swanson
- Eddy Donno: Stepfather Swanson
- Joan Foley: el juez Dunbar
- Al Ruban: Milton Kravitz
- Tom Badal: Sam, el abogado

## Producción
Love Streams está basado en la obra homónima de 1980 de Ted Allan, pero la correlación entre el guion y la obra es mínima. En la producción teatral, el papel de Robert Harmon fue interpretado por Jon Voight; Cassavetes asumió este papel para la versión cinematográfica.
El estilo visual de la película es decididamente diferente de otras obras de Cassavetes, ya que no contiene trabajo de cámara de mano (que era una marca registrada de su estilo visual). Gran parte de ella fue filmada dentro de la casa de la vida real de Cassavetes.

## Acogida de la crítica
El director japonés Shinji Aoyama dijo de este film que era una de las mejores películas de todos los tiempos. Dijo: "Cuando pienso en Cassavetes, siempre me siento feliz. Me siento feliz de que me gusten sus películas. Estoy seguro de que siempre me sentiré así hasta el día de mi muerte, y yo también pretendo sentirme así. Al final de 'Love Streams', Cassavetes sonríe al ver al perro junto a él, que se convierte en un hombre desnudo. Vivo mi vida siempre deseando poder sonreír así."
Roger Ebert dijo de la cinta que "los espectadores criados con películas adiestradas y dóciles pueden sentirse incómodos en el mundo de Cassavetes; sus películas se basan en mucha charla y el movimiento de los brazos y la invocación de los dioses (...) A veces (como en  Maridos ) el enfoque salvaje de decir la verdad se evapora en una gran cantidad de charlas vacías y dramaturgia. En Love Streams, funciona."
En 2015, la BBC colocó en la posición número 63 de las mejores películas de la historia.

## Premios
Festival Internacional de Cine de San Sebastián
| Año  | Categoría                      | Resultado |
| ---- | ------------------------------ | --------- |
| 1984 | Oso de Oro a la mejor película | Ganador   |
| 1984 | [Premio FICESPRI               | Ganador   |